# Atrichornis rufescens
Atrichornis rufescens е вид птица от семейство Atrichornithidae. Видът е застрашен от изчезване.

## Разпространение
Видът е разпространен в Австралия.